# Championnat de Syrie de football 2013
Navigation
Saison 2011-2012 Saison 2014
La saison 2013 du Championnat de Syrie de football est la quarante-deuxième édition du championnat de première division en Syrie. Les dix-huit meilleurs clubs du pays sont répartis en deux poules géographiques où ils s'affrontent deux fois au cours de la saison, à domicile et à l'extérieur. Il n'y a pas de relégation en fin de saison.
C'est le club d'Al Jaish Damas qui remporte le championnat après avoir terminé en tête de la poule pour le titre, avec un seul point d'avance sur Al Shorta Damas et trois sur le duo Hurriya SC. C'est le douzième titre de champion de Syrie de l'histoire du club.
Al-Jehad SC Qamishli et Al Futuwa Deir ez-Zor déclarent forfait avant le début de la seconde phase.

## Les clubs participants
| - Al-Karamah SC - Al Ittihad Alep - Hutteen SC - Hurriya SC - Al-Jehad SC Qamishli - Promu de D2 - Al Taliya Hama - Al Wahda Club - Al-Nwa'ir - Tishreen SC | - Al Jazeera Hasakah - Al Majd Damas - Al Shorta Damas - Al Futuwa Deir ez-Zor - Baniyas Refinery SC - Al Muhafaza SC - Promu de D2 - Al Wathba Homs - Al Jaish Damas - Omayya SC |

## Compétition
Le barème utilisé pour établir les différents classement est le suivant :
- Victoire : 3 points
- Match nul : 1 point
- Défaite : 0 point

### Première phase

#### Groupe A
| Rang | Équipe                        | Pts | J  | G  | N | P  | Bp | Bc | Diff |
| ---- | ----------------------------- | --- | -- | -- | - | -- | -- | -- | ---- |
| 1    | Al Shorta DamasT              | 34  | 14 | 10 | 4 | 0  | 28 | 7  | +21  |
| 2    | Hurriya SC                    | 30  | 14 | 9  | 3 | 2  | 21 | 9  | +12  |
| 3    | Al Muhafaza SCP               | 27  | 14 | 8  | 3 | 3  | 30 | 17 | +13  |
| 4    | Hutteen SC                    | 20  | 14 | 6  | 2 | 6  | 23 | 20 | +3   |
| 5    | Al Wathba Homs                | 17  | 14 | 5  | 2 | 7  | 17 | 27 | -10  |
| 6    | Al Wahda ClubC -3             | 14  | 14 | 5  | 2 | 7  | 16 | 24 | -8   |
| 7    | Al Jazeera Hasakah            | 12  | 14 | 3  | 3 | 8  | 17 | 26 | -9   |
| 8    | Al-Nawair                     | 1   | 14 | 0  | 1 | 13 | 6  | 32 | -26  |
| 9    | Al Futuwa Deir ez-Zor forfait |     |    |    |   |    |    |    |      |

|  | Qualification pour la phase finale nationale                                          |
|  | Qualification pour la Coupe de l'AFC 2014                                             |
|  | Forfait avant le début de la saison                                                   |
|  | T : Tenant du titre C : Vainqueur de la Coupe de Syrie P : Promu de deuxième division |

#### Groupe B
| Rang | Équipe                        | Pts | J  | G | N | P  | Bp | Bc | Diff |
| ---- | ----------------------------- | --- | -- | - | - | -- | -- | -- | ---- |
| 1    | Al Jaish Damas                | 32  | 14 | 9 | 5 | 0  | 22 | 3  | +19  |
| 2    | Baniyas Refinery SC           | 24  | 14 | 7 | 3 | 4  | 14 | 15 | -1   |
| 3    | Al Majd Damas                 | 24  | 14 | 6 | 6 | 2  | 16 | 7  | +9   |
| 4    | Tishreen SC                   | 22  | 14 | 5 | 7 | 2  | 17 | 10 | +7   |
| 5    | Al Ittihad Alep               | 21  | 14 | 6 | 3 | 5  | 19 | 11 | +8   |
| 6    | Al Taliya Hama                | 14  | 14 | 2 | 8 | 4  | 13 | 14 | -1   |
| 7    | Omayya SC                     | 9   | 14 | 2 | 3 | 9  | 7  | 24 | -17  |
| 8    | Al-Karamah SC                 | 3   | 14 | 0 | 3 | 11 | 3  | 27 | -24  |
| 9    | Al-Jehad SC QamishliP forfait |     |    |   |   |    |    |    |      |

|  | Qualification pour la phase finale nationale |
|  | Forfait avant le début de la saison          |
|  | P : Promu de deuxième division               |

### Seconde phase

#### Poule pour le titre
| Rang | Équipe              | Pts | J | G | N | P | Bp | Bc | Diff |
| ---- | ------------------- | --- | - | - | - | - | -- | -- | ---- |
| 1    | Al Jaish Damas      | 7   | 3 | 2 | 1 | 0 | 4  | 1  | +3   |
| 2    | Al Shorta DamasT    | 6   | 3 | 2 | 0 | 1 | 2  | 1  | +1   |
| 3    | Hurriya SC          | 4   | 3 | 1 | 1 | 1 | 2  | 2  | 0    |
| 4    | Baniyas Rafinery SC | 0   | 3 | 0 | 0 | 3 | 2  | 6  | -4   |

|  | Qualification pour la Coupe de l'AFC 2014 |
|  | T : Tenant du titre                       |

## Bilan de la saison
| Championnat de Syrie de football 2013                             |                            |
| Champion                                                          | Al Jaish Damas (12e titre) |
| Coupes et trophées                                                |                            |
| Vainqueur de la Coupe de Syrie 2013                               | Al Wahda Club              |
| Qualifications continentales                                      |                            |
| Coupe de l'AFC 2014                                               | Al Jaish Damas             |
| Coupe de l'AFC 2014                                               | Al Wahda Club              |
| Promotions et relégations                                         |                            |
| Promus en Syrian League                                           | Aucun                      |
| Relégués en Championnat de Syrie de football de deuxième division | Aucun                      |